# مارلين سوكول
مارلين سوكول (بالإنجليزية: Marilyn Sokol)‏ هي ممثلة أمريكية، ولدت في 2 يونيو 1937 بنيويورك في الولايات المتحدة.

## أعمال

### أفلام
- (1999) رجل على القمر[2]

## وصلات خارجية
- مارلين سوكول على موقع IMDb (الإنجليزية)
- مارلين سوكول على موقع قاعدة بيانات برودواي على الإنترنت (الإنجليزية)
- مارلين سوكول على موقع قاعدة بيانات الفيلم (الإنجليزية)